# أولاد الشيخ اعلي (الحمادشة)
أولاد الشيخ اعلي هو دُوَّار يقع بجماعة الغيات، إقليم آسفي، جهة مراكش آسفي في المملكة المغربية. ينتمي الدوّار لمشيخة الحمادشة التي تضم 9 دواوير. يقدر عدد سكانه بـ 499 نسمة حسب الإحصاء الرسمي للسكان والسكنى لسنة 2004.

## روابط خارجية
- البوابة الوطنية للجماعات الترابية
- المندوبية السامية للتخطيط